# Леоново (Ельнинский район)
Лео́ново   — деревня  в  Смоленской области России,  в Ельнинском районе. Население – 124 жителя (2007 год)   Расположена в юго-восточной части области  в 9  км к юго-западу от города Ельня,   в 5,5 км южнее  автодороги Р96 Новоалександровский(А101)- Спас-Деменск — Ельня — Починок, в 8 км к западу от автодороги Р137 Сафоново — Рославль. В 4 км севернее деревни железнодорожная станция Нежода на линии Смоленск  - Сухиничи. Входит в состав Леонидовского сельского поселения.

## Экономика
Фермерское хозяйство, библиотека, частная пасека